# سامسونگ اس‌پی‌اچ-ام۸۰۰
سامسونگ اس‌پی‌اچ-ام۸۰۰ یک‌نمونه از گوشی‌های تلفن همراه سری M شرکت سامسونگ می باشد که توسط همین شرکت به بازار عرضه شده‌است.